# Ivan Turgenjev

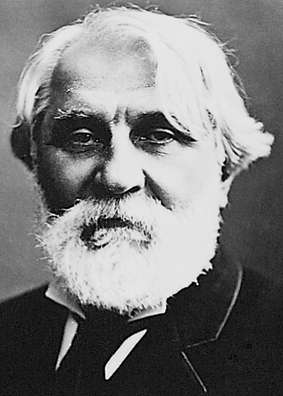
Ivan Turgenjev, foto av Félix Nadar.

Ivan Sergejevitj Turgenjev (ryska: Иван Сергеевич Тургенев), född 9 november 1818 i Orjol i Kejsardömet Ryssland, död 3 september 1883 i Bougival i Frankrike, var en rysk författare.
Turgenjev skrev romaner, noveller och poesi. Under sin levnad ansågs han vara kanske den främste av de ryska realisterna och han var en av de första ryska författarna som fick ett genombrott i övriga Europa. Senare har han dock hamnat i skuggan av Lev Tolstoj och Fjodor Dostojevskij.

## Biografi
Turgenjev kom från en adlig släkt. Fadern Sergej Nikolajevitj Turgenjev (1793–1834) var en överste i det ryska kavalleriet som deltog i 1812 års patriotiska krig mot Napoleon. Han tillhörde en gammal, men fattig aristokratisk familj som spårade sin historia till 1400-talet när en tatar, Mirza Lev Turgen, som Ivan Turgenjev var döpt efter, lämnade Gyllene Horden för att tjäna Vasilij II i Moskva. Ivans mor, Varvara Petrovna Lutovinova (1787–1850), kom från ett välbärgad adlig familj. I en ålder av 26 år ärvde hon en stor förmögenhet från sin farbror. År 1816 gifte hon sig med Sergej Nikolajevitj Turgenjev.
Han tillbringade en stor del av sitt liv i Tyskland och Frankrike och påverkades av idéströmningarna där.
Turgenjev debuterade med En jägares dagbok, ett antal noveller som hade publicerats i ryska tidskrifter men som gavs ut i en samling 1852. I novellerna skildrar han livet på den ryska landsbygden. Boken fick stort genomslag och betydelse för livegenskapens upphävande vilket har gjort att den jämförts med Harriet Beecher Stowes Onkel Toms stuga.
Efter att ha skrivit en artikel om Nikolaj Gogol i samband med dennes död, åtalades Turgenjev för brott mot censuren och förvisades en tid till sitt gods. Där skrev han sin första roman, Rudin (1855). Boken handlar om "en överflödig människa"; en idealistisk person med stora tankar om hur samhället borde vara men som samtidigt saknar initiativförmågan att förändra något.
I romanen Fäder och söner (1862) ställde Turgenjev den yngre revolutionära och nihilistiska generationen mot de äldre. Romanen väckte stor uppståndelse och Turgenjev anklagades för att ta avstånd från den yngre generationen och dess krav på ett förändrat samhälle.

## Utmärkelser
Asteroiden 3323 Turgenev är uppkallad efter honom.